# Смирнов, Виктор Владимирович (хоккеист)
Виктор Владимирович Смирнов (род. 14 февраля 1939) — советский хоккеист, нападающий.
На юношеском уровне играл за ленинградские клубы «Спартак» и «Авангард». В составе «Авангарда», переименованного в «Кировец», дебютировал в чемпионате СССР в сезоне 1959/60. Семь следующих сезонов отыграл за ленинградский СКА.